# لاكتات
يشار إلى أملاح وإسترات حمض اللبنيك باسم لاكتات (أيضًا اللاكتات أو حمض اللبنيك؛ من كلمة "اللبن").
نظرًا لأن حمض اللاكتيك يحدث في شكلين ( مصاوغ مرآتي )، فهناك أيضًا شكلين متطابقين من أنيوناته ، يشار إليهما في الغالب باسم شكلي D و L وفقًا لاتجاههما في إسقاط فيشر (ومع ذلك ، يتم رسم إسقاط فيشر عموديًا، مع وضع المجموعة شديدة التأكسد إلى أعلى). يتكون حمض اللبنيك  (لاكتات) في جسم الإنسان حصريًا في شكل L (+) dextrorotatory.

## أملاح
الشكلين يبينين الصيغة البنيوية لأيون لاكتات D-Lactat-Ion (يسار ) و L-Lactat-Ion (يمين).
حمض اللبنيك (لاكتات) هو حمض كربوكسيلي قوي يتفكك بشدة تحت الظروف الفسيولوجية. الأنيون له الصيغة الكيميائية CH 3 -CHOH-COO - وتسمى اللاكتات ، أو حمض اللبنيك.

### حمض اللبنيك في جسم الإنسان
اللاكتات (حمض اللبنيك) الأكثر شيوعًا الموجودة في جسم الإنسان هي لاكتات الصوديوم. تتشكل بشكل رئيسي في العضلات الهيكلية.
عندما يتم تقسيم الجلوكوز أو الجليكوجين إلى بيروفات في تحلل السكر ، يتم اختزال الإنزيم المساعد NAD + إلى NADH / H + . لكي يحدث تحلل السكر ، حيث يجب أن يكون موجودًا في شكل مؤكسد في هيئة NAD + . بهذه الطريقة فقط يمكن أن يعمل كمستقبل للإلكترون في أكسدة جليسرين الديهايد-3 فوسفات إلى 1.3-بيفوسفو جليسيرات بواسطة نازعة هيدروجين الجليسيرالديهيد-3 فوسفات. نظرًا لأنه يوجد في ألياف العضلات التي تحتوي على عدد قليل من الميتوكوندريا، لا يمكن أكسدة كل NADH /+H بسرعة كبيرة عندما يزداد الحمل (الشغل)، فإن الكائن الحي يساعد نفسه عن طريق اختزال البيروفات إلى اللاكتات. في هذه العملية ، يتم إعادة أكسدة NADH/+H إلى NAD + . يشار أيضًا إلى تكسير الجلوكوز إلى اللاكتات باسم تخمير حمض اللاكتيك (تخمير حمض اللبنيك).
يوجد في العضلات والهيكل العظمي والجلد والغشاء المخاطي المعوي وخلايا الدم والكلى والدماغ معًا حوالي 0.7 - 1.3  ملي مول من حمض اللبنيك في الساعة.
أثناء العمل الخفيف (أي أثناء الحركة) ، تصبح الطاقة المطلوبة حوالي 75 ٪ قادمة من الدهون و 25٪ فقط من الكربوهيدرات. تحتوي الدهون على 38.9 كيلو جول جرام −1 ، الذي له قيمة حرارية أعلى من الكربوهيدرات (17.2 كيلوجول لكل جرام ) فالدهون غنية بالطاقة ولهذا يختزن الجسم منها. مع زيادة الإجهاد ، يزيد الجسم من استهلاك  الكربوهيدرات  (الجلوكوز ثم الجلاكوجين) بشكل متزايد لأنها توفر المزيد من الأدينوزين ثلاثي الفوسفات ATP  الذي يحرك العضلات (وهو الجزيئ الذي يمد الخلايا العضلية بالطاقة). وبعد 30 دقيقة تقريبا من الحركة واستهلاك الجليكوجين يبدأ تقريبا حرق الدهون لأن مخزون الجليكوجين محدود . ومع زيادة الشغل أو الحركة أو الممارسة الرياضية يزيد الجسم من استهلاكه للدهون وينخفض استهلاكه للغلايكوجين ، حيث أن الجسم يحتاج الغلاكوجين لإمداد الدماغ والكلينين. إذ عندما يشتغل الجسم لساعات طويلة فهو يستخدم الدهون المخزونة فيه ، فموسوعتها الحرارية أعلى بكثير من الكربوهيدات   (يقدم  الحمض الدهني 0.4 ملي مول كل دقيقة ، أما جليكوجين يمدالجسم بـ 1.0 ملي مول دقيقة−1 ، و جلوكوز 3.0 ملي مول / الدقيقة ).
حرق الجلوكوز في الجسم ينتج 30/أو 32 جزيء ِ "إيه تي بي" ، وجزيئ الغلايكوجين ينتج 48 جزيء "إيه تي بي" أما جزيء حمض دهني فينتج 140 جزيء "إيه تي بي".   
يتم تكسير اللاكتات بشكل أكبر أثناء التمرين الرياضي. من حيث المبدأ ، يتطلب هذا أكسدة البيروفات . اعتمادًا على الجهد المبذول (الشغل) ، يتم توفيره بكميات متزايدة لإمداد الطاقة المؤكسدة ، وتشير المنشورات العلمية إلى ما يصل إلى 83 ٪. يستخدم حمض اللبنيك (اللاكتات ) في كل من عضلات الهيكل العظمي وعضلة القلب. يغطي القلب احتياجاته من الطاقة خلال الشعل المجهد نحو 60 % من احتياجاته من الطاقة.
في المقابل ، يتراكم حمض اللبنيك في الكبد عن طريق البيروفات لتكوين الجلوكوز لعند احتياجه للطاقة. يشار إلى إعادة تركيب اللاكتات إلى الجلوكوز باسم استحداث السكر .
عند زيادة الحاجة للطاقة  بعد نحو 30 دقيقة من بدء العمل تبدأ الدهون في مد الجسم بالطاقة. والجسم يستطيع العمل ساعات وساعات باستهلاكه للدهون؛ في نفس الوقت يقل استهلاك  الغلايكوجين.  أما 
يتم تكسير اللاكتات بشكل أكبر أثناء التمرين. من حيث المبدأ ، يتطلب هذا أكسدة البيروفات. اعتمادًا على الحمل ، يتم توفيره بكميات متزايدة لإمداد الطاقة المؤكسدة ، وتتحدث الأدبيات عن ما يصل إلى 83٪. يستخدم اللاكتات في كل من عضلات الهيكل العظمي وعضلة القلب. وبهذه الطريقة ، يغطي القلب ما يصل إلى 60٪ من احتياجاته من الطاقة تحت الإجهاد.
في المقابل ، تتراكم اللاكتات في الكبد عن طريق البيروفات لتكوين الجلوكوز عند استخدام الطاقة. يشار إلى إعادة تركيب اللاكتات إلى الجلوكوز باسم استحداث السكر.
في الأحمال العالية والأعلى (الإجهاد الجسمي) ، تأخذ الدهون كمصدر للطاقة مقعدًا خلفيًا. ففي البدء يتم في العضلات النشطة تكسير الجلوكوز والجليكوجين بشكل متزايد إلى البيروفات ، والتي يتم اختزالها إلى لاكتات بسبب نقص NAD (وبالتالي يتأكسد NADH/H+ إلى NAD+). نظرًا لأن نظام استخدام اللاكتات مرهق تتراكم اللاكتات في العضلات ، ويتحرك توازن التفاعل وينخفض انحلال السكر بشدة أو يتوقف عن مد الجسم بالطاقة . يمكن قياس هذه الحالة عن طريق مشاهدة التواء في منحنى أداء اللاكتات (عتبة اللاهوائية الشخصية ) التي يمكن للخبير تحديدها.
تكون مستويات اللاكتات في الدم نتيجة للإنتاج المستمر لحمض اللبنيك واستهلاكه في جميع أنحاء الجسم. في حالة الأحمال القصوى في المدى القصير (على سبيل المثال 1000 متر جري بسرعة، وطريقة keirin في ركوب الدراجات، والسباحة، و 400 متر جري ) تنشأ مستويات اللاكتات تصل إلى 35  ملي مول لتر−1 .
يستخدم إنتاج حمض اللبنيك في تشخيص بواسطة قياس اللاكتات. هنا ، يمكن تحديد ما يسمى بالعتبة اللاهوائية (للشخص) من خلال تحديد مسار قيمة اللاكتات عند الأحمال المختلفة. يلعب هذا دورًا مهمًا في تحديد الأداء الشخصي ، على سبيل المثال في تشخيص الأداء بناءً على اختبارات مستوى اللاكتات ، أي مستوى حمض اللبنيك.

### اللاكتات في الطب السريري
في الطب، يستخدم حمض اللبنيك كعلامة نقص تروية لأنه يتكون في الأنسجة عندما يكون هناك نقص في الأكسجين. السبب المحتمل هو على سبيل المثال، نقص تروية الأمعاء بسبب انسداد الأوعية الدموية المؤدية إلى الأمعاء. في حالة التسمم بالفوسفور، وتلين العظام، وداء المشعرات Trichinose، يمكن اكتشاف حمض اللبنيك في البول.
- القيم المعتادة في الدم: 5-20 ملي جرام / ديسيلتر (ما يعادل 0.55-2.2 ملي مول/ لتر).
- المعدل الطبيعي في CSF السائل: 11-19 ملي غرام / ديسيلتر.
- المعدل الطبيعي لثقب المفصل: 9-16 ملي غ / ديسيلتر.

يتم تحديد اللاكتات بشكل أساسي في طب العناية المركزة:
- لتقييم مسار صدمة الدورة الدموية والتسمم.
- للكشف عن نقص الأكسجة في الأنسجة.
- لتفسير الحماض الاستقلابي الغير واضح.

خلاف ذلك:
- في انصباب في المفاصل.
- في الطب الرياضي لتقييم الأداء البدني والتحكم في التدريب من خلال تحديد العتبة اللاهوائية (تقريبًا  4 ملي مول/ لتر).

### لاكتات في الكائنات الحية الدقيقة
تنتج الكائنات الحية الدقيقة أيضًا اللاكتات أثناء تخمر حمض اللبنيك . على عكس البشر ، يمكن أن ينشكل أيضًا [[تصاوغ المصاوغ D عن طريق نازعة هيدروجين اللاكتات-D.

## استر
استر حمض اللبنيك (CH 3 -CHOH-COOR) تسمى أيضًا لاكتات. يعتبر إيثيل لاكتات (إستر إيثيل حمض اللبنيك) أهم ممثل لهذه الإسترات ، والذي يستخدم كمذيب وفي استخدامات أخرى. كما يوجد ممثل آخر هو بوتيل لاكتات .

### تحضيره
يمكن تحضير اللاكتات من خلال أسترة حمض اللبنيك بالكحول (R-OH).
{\displaystyle \mathrm {CH_{3}\!-\!CHOH\!-\!COOH\ +\ R\!-\!OH\longrightarrow CH_{3}\!-\!CHOH\!-\!COOR\ +\ H_{2}O} }
يتفاعل حمض اللاكتيك في تفاعل تكثيف مع الكحول لتكوين إستر حمض اللاكتيك والماء.
نظرًا لوظيفة الكحول الموجودة أيضًا في جزيء حمض اللبنيك ، يمكن أيضًا إجراء الأسترة بين الجزيئات لتشكيل اللاكتيد . اللاكتيدات بدورها هي المواد الأولية لبولي اكتيدات ( البلاستيك ).

### استخدامه كمضافات غذائية
تستخدم استرات حمض اللبنيك من الأحماض الدهنية الأحادية والثنائية كإضافات غذائية ويتم تحديدها بالرقم E 472b.

## اقرأ أيضًا
- عتبة اللاكتات
- بيروفات سينثاز

- إتاحة الطاقة

## التفاصيل
1. ↑  Neumann, Pfützner, Berbalk: Optimiertes Ausdauertraining. 1998, S. 83.
2. 1 2  Patrick Wahl, Wilhelm Bloch, Joachim Mester: Moderne Betrachtungsweisen des Laktats: Laktat ein überschätztes und zugleich unterschätztes Molekül. In: Schweizerische Zeitschrift für Sportmedizin und Sporttraumatologie. Bd. 57, Nr. 3, 2009, S. 100–107, hier S. 104, [2ahl.pdf Online-Volltextzugriff (abgerufen 9. Dezember 2015; PDF; 206 kB). نسخة محفوظة 2023-06-29 على موقع واي باك مشين.
3. ↑  Patrick Wahl, Wilhelm Bloch, Joachim Mester: Moderne Betrachtungsweisen des Laktats: Laktat ein überschätztes und zugleich unterschätztes Molekül. In: Schweizerische Zeitschrift für Sportmedizin und Sporttraumatologie. Bd. 57, Nr. 3, 2009, S. 100–107, hier S. 104, Online-Volltextzugriff (abgerufen 9. Dezember 2015; PDF; 206 kB). نسخة محفوظة 2022-09-11 على موقع واي باك مشين.
4. ↑  zusatzstoffe-online.de: E 472b - Milchsäureester von Mono- und Diglyceriden von Speisefettsäuren نسخة محفوظة 2020-12-20 على موقع واي باك مشين.